# Antonino Arata
Antonino Arata (Piacenza, 28 ottobre 1883 – Grottaferrata, 25 agosto 1948) è stato un arcivescovo cattolico italiano.

## Biografia
Antonino Arata nacque a Piacenza il 25 agosto 1883.

### Formazione e ministero sacerdotale
Il 9 giugno 1906 fu ordinato presbitero ed entrò subito nel servizio diplomatico della Santa Sede.

### Ministero episcopale
L'11 luglio 1935 papa Pio XI lo nominò arcivescovo titolare di Sardi e nunzio apostolico in Lettonia; il giorno successivo venne nominato nunzio anche in Estonia. Ricevette l'ordinazione episcopale l'11 agosto 1935 dal cardinale segretario di Stato Eugenio Pacelli, coconsacranti gli arcivescovi Francesco Borgongini Duca, nunzio apostolico in Italia, e Giuseppe Pizzardo, segretario della Congregazione per gli affari ecclesiastici straordinari.
Dopo l'occupazione sovietica delle repubbliche baltiche, il segretario di Stato Luigi Maglione fu da lui informato che le nunziature di Riga e Tallinn sarebbero state chiuse dai nuovi governanti e che avrebbe dovuto lasciare immediatamente quelle terre. Maglione gli chiese però di "rimanere il più a lungo possibile". Nonostante ciò la pressione esercitata su di lui dalle autorità era così forte che il 27 agosto 1940 partì alla volta di Roma. In valigia mise le bandiere dei due paesi e promise che il Vaticano si sarebbe adoperato per far recuperare la sovranità alle nazioni baltiche. Le bandiere sono ancora conservate dai famigliari dell'arcivescovo.
Dopo il suo ritorno a Roma, nel 1941, divenne assessore della Congregazione per le Chiese orientali.
Morì a Grottaferrata il 25 agosto 1948. Fu temporaneamente sepolto nel cimitero di Piacenza fino al completamento della sua tomba nella navata sinistra della basilica di Sant'Antonino nella quale fu sepolto il 15 maggio 1952. Uno dei suoi studenti, il cardinale Luigi Poggi, nel 2010 gli fu sepolto accanto.

## Genealogia episcopale e successione apostolica
La genealogia episcopale è:
- Cardinale Scipione Rebiba
- Cardinale Giulio Antonio Santori
- Cardinale Girolamo Bernerio, O.P.
- Arcivescovo Galeazzo Sanvitale
- Cardinale Ludovico Ludovisi
- Cardinale Luigi Caetani
- Cardinale Ulderico Carpegna
- Cardinale Paluzzo Paluzzi Altieri degli Albertoni
- Papa Benedetto XIII
- Papa Benedetto XIV
- Papa Clemente XIII
- Cardinale Marcantonio Colonna
- Cardinale Giacinto Sigismondo Gerdil, B.
- Cardinale Giulio Maria della Somaglia
- Cardinale Carlo Odescalchi, S.I.
- Cardinale Costantino Patrizi Naro
- Cardinale Lucido Maria Parocchi
- Papa Pio X
- Papa Benedetto XV
- Papa Pio XII
- Arcivescovo Antonino Arata

La successione apostolica è:
- Arcivescovo Eduard Profittlich, S.I. (1936)
- Vescovo Antonijs Urbšs (1938)